# 馬什菲爾德 (印地安納州)
馬什菲爾德（英語：Marshfield）是位於美國印地安納州沃倫縣的一個非建制地區。

## 地理
馬什菲爾德所處的海拔為高於海平面213米（即699英呎），而該地所採用的時區為UTC-5，即北美東部時區（EST）。同時該地設有夏令時間，為UTC-5調快一小時，即UTC-4（EDT）。